# Jordan 198
La Jordan 198 è la vettura con la quale la scuderia Jordan ha disputato la stagione 1998. I piloti erano il campione del mondo 1996 Damon Hill, giunto dalla Arrows, e Ralf Schumacher, alla seconda stagione con la squadra irlandese.
Rispetto alla precedente stagione, la monoposto monta motori Mugen-Honda invece dei Peugeot.

## Monoposto
L'auto era munita di un motore Mugen-Honda, dopo che la Prost Gp aveva firmato un accordo per prendersi i motori Peugeot, scambiandoli di fatto con quelli della Jordan.
Il motore, un Mugen-Honda MF-301 HC, possedeva circa tra i 690 e i 750 cavalli vapore britannici, equivalenti tra 699,57 e 760,42 cavalli vapore europei.
Anche per questa stagione gli pneumatici adottati erano i Goodyear.
Essendo stata confermata la sponsorizzazione Benson & Hedges, l'auto era quasi completamente gialla con inserti neri; rispetto all’anno prima si ridusse la presenza del rosso.

## Stagione
La stagione non iniziò bene per il team: furono costretti a 5 ritiri con Ralf Schumacher e 4 ritiri con Damon Hill, tra cui un doppio ritiro nel Gp di Francia, e una squalifica dal Gran Premio del Brasile a causa dell'auto di Hill che, dopo il controllo dei commissari, era risultata sotto il limite minimo del peso. I primi punti arrivarono solo alla 9ª gara, dove Ralf Schumacher arrivò 6°. Da lì in poi i due piloti arrivarono sempre a punti, tranne che nel Gran Premio del Lussemburgo. La stagione culminò poi nel Belgio dove, grazie a numerosi ritiri causati dalla forte pioggia, Hill e Ralf Schumacher portarono al team la sua prima vittoria in F1 conquistando la doppietta; nel successivo appuntamento a Monza poi il tedesco salí di nuovo sul podio giungendo 3º dietro alle due Ferrari. 

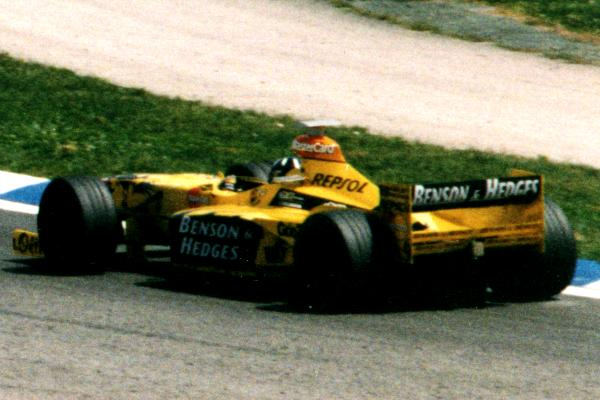
Damon Hill alla guida della Jordan durante il Gp di Spagna 1998, conclusosi con un ritiro

Il team concluse la stagione con 34 punti, conquistando in extremis il 4º posto nel campionato costruttori, dietro a McLaren, Ferrari e Williams. Rispetto alla stagione precedente, il team prese solo un punto in più.
Nel campionato piloti, invece, Hill finì la stagione al 6º posto con 20 punti, mentre Ralf Schumacher si piazzò al 10º posto con 14 punti.

## Risultati
| Anno | Vettura | Motore                | Gomme | Piloti     |     |     |     |    |     |     |     |     |     |   |   |   |   |   |     |     |  |  |  |  |  |  |  |  | Punti | Pos. |
| ---- | ------- | --------------------- | ----- | ---------- | --- | --- | --- | -- | --- | --- | --- | --- | --- | - | - | - | - | - | --- | --- |  |  |  |  |  |  |  |  | ----- | ---- |
| 1998 | 198     | Mugen-Honda MF-301 HC | G     | Hill       | 8   | SQ  | 8   | 10 | Rit | 8   | Rit | Rit | Rit | 7 | 4 | 4 | 1 | 6 | 9   | 4   |  |  |  |  |  |  |  |  | 34    | 4º   |
| 1998 | 198     | Mugen-Honda MF-301 HC | G     | Schumacher | Rit | Rit | Rit | 7  | 11  | Rit | Rit | 16  | 6   | 5 | 6 | 9 | 2 | 3 | Rit | Rit |  |  |  |  |  |  |  |  | 34    | 4º   |